# George Mpombo
George Wello Mpombo (* 1. Januar 1954) ist Politiker in Sambia.
George Mpombo ist Mitglied des Movement for Multiparty Democracy (MMD) und sitzt seit 2001 für den Wahlkreis Kafalafuta in der Provinz Copperbelt im Distrikt Masaiti in der Nationalversammlung Sambias.
Er war 2002 stellvertretender Minister der Südprovinz, danach vom April 2003 bis 2005 Minister für Energie und Wasserkraftentwicklung und wurde am 6. Oktober 2005 wegen einer Ölknappheit durch steigende Weltmarktpreise von 22 US-Dollar im Jahr 2003 auf 68 US-Dollar im Jahr 2005 entlassen, da sie den Kupferbergbau in Mitleidenschaft zog. Danach wurde er im November 2005 Minister der Provinz Copperbelt.
Seit Oktober 2006 amtierte er als Verteidigungsminister in Sambia. Am 7. Juli 2009 trat er mit einer Erklärung in Ndola auf eigenen Entschluss von diesem Regierungsamt zurück, da es in der Partei MMD erhebliche Meinungsverschiedenheiten gab. Sein Abgeordnetenmandat in der Nationalversammlung führte er jedoch weiter.

## Schriften
- An audacious journey. Ndola 2013, ISBN 978-9982-70-001-6[3]